# Vânia Neves
Vânia Soares Neves (Viana do Castelo, 4 de setembro de 1990) é uma maratonista aquática portuguesa.

## Carreira

### Rio 2016
Neves competiu nos 10 km feminino nos Jogos Olímpicos de Verão de 2016, ficando na 24ª colocação.